# TAD
TAD（ティーエィディー、Technical Audio Devices）は、パイオニアが創設したプロフェッショナル向けオーディオ製品のブランド。
2007年（平成19年）10月1日に株式会社テクニカルオーディオデバイセズラボラトリーズが設立。以降は同社の取り扱いとなっている。

## 製品
世界各国のレコーディングスタジオに納入されている実績がある。イギリスのAir studiosにTAD製品が納入されていることと関連して、Air studioによるチューニングを施した製品も販売している（TADブランドではなくパイオニアブランド製品）。
基本的にプロ用機器ではあるが、昔からスピーカーユニットの単体販売を行っているため、スピーカーを自作するようなオーディオマニアには高級ユニットとして知られている。その反面、一般人に認知度が高いブランドではない。2003年（平成15年）に初めてコンシューマ向け（といっても定価300万円）のスピーカーTAD-M1を販売した。